# Kelvin Tatum
Kelvin Martin Tatum, MBE (ur. 8 lutego 1964 w Epsom) – brytyjski żużlowiec, występujący również na długim torze i na trawie.

## Życiorys
Od połowy lat 80. do pierwszych lat 90. XX wieku należał do szerokiej światowej czołówki na klasycznym torze. Pomiędzy 1985 a 1992 r. siedmiokrotnie uczestniczył w finałach Indywidualnych Mistrzostw Świata, największy sukces odnosząc w 1986 r. w Chorzowie, gdzie zdobył brązowy medal. Sześciokrotnie stawał na podium Indywidualnych Mistrzostw Wielkiej Brytanii, zdobywając 2 złote (1987, 1990), 3 srebrne (1988, 1989, 1991) oraz brązowy medal (1985). W 1986 i 1987 r. dwukrotnie zajął II miejsca w prestiżowych turniejach o Zlatą Přilbę. Wielokrotnie reprezentował Anglię w rozgrywkach o Drużynowe Mistrzostwo Świata, zdobywając 6 medali: złoty (1989), 2 srebrne (1987, 1990) oraz 3 brązowe (1985, 1986, 1992).
W rozgrywkach brytyjskiej liga żużlowej uczestniczył w latach 1983–1997, trzykrotnie (1987, 1988, 1995) zdobywając mistrzowskie tytuły. Przez dwa sezony (1991, 1992) startował również w rozgrywkach o Drużynowe Mistrzostwo Polski, jako zawodnik Sparty Wrocław. Przez wiele lat startował również w lidze szwedzkiej.
Od połowy lat 90. zaczął osiągać światowej sukcesy w zawodach na długich i trawiastych torach. W 1995 r. zdobył złoty medal Indywidualnych Mistrzostw Europy na torze trawiastym oraz pierwszy w karierze tytuł Indywidualnego Mistrza Świata na długim torze. Kolejne dwa mistrzowskie tytuł zdobył w latach 1998 i 2000, poza tym był czterokrotnym wicemistrzem świata (2001, 2002, 2003, 2004), jak również zdobywcą brązowego medalu (1999). Czterokrotnie (1996, 1999, 2000, 2001) zdobył tytuły Indywidualnego Mistrza Wielkiej Brytanii na torze trawiastym.
Po zakończeniu kariery został prezenterem i komentatorem tematyki żużlowej w sportowej stacji Sky Sports.

## Przynależność klubowa
Wielka Brytania
- Wimbledon Dons (1983–1984)
- Coventry Bees (1985–1990)
- Berwick Bandits (1991)
- Bradford Dukes (1992–1993)
- Arena Essex Hammers (1994)
- Poole Pirates (1995)
- London Lions (1996)
- Peterborough Panthers (1997)
- Poole Pirates (1998)
- Arena Essex Hammers (2002–2004)

Szwecja
- Örnarna Mariestad (1989–1998)
- Indianerna Kumla (2000–2001)

Polska
- Sparta Wrocław (1991–1992)

## Odznaczenia
- Order Imperium Brytyjskiego – 2003[2].